# Marie Maxmilianovna z Leuchtenbergu
Marie Maxmilianovna z Leuchtenbergu (16. října 1841 – 16. února 1914) byla členkou ruského panovnického rodu (s titulem "Imperátorská Výsost"). Narodila se jako dcera Maximiliana de Beauharnais, vévody z Leuchtenbergu, a jeho manželky, ruské velkokněžny Marie Nikolajevny Ruské. Sňatkem s Vilémem Bádenským se stala bádenskou princeznou.

## Dětství a rodina
Mariin otec, leuchtenburský vévoda Maximilian de Beauharnais, jako mladý muž přijel v roce 1837 do Petrohradu na manévry jezdectva, kde se seznámil s nejstarší dcerou cara Mikuláše I., velkokněžnou Marií a posléze získal její ruku, třebaže pro velkokněžnu, dceru jednoho z nejmocnějších panovníků Evropy, to byl sňatek pod její úroveň. Manželství bylo uzavřeno roku 1839 a vévodovi byl udělen titul Imperátorská Výsost, roku 1852 pak výnosem byly jeho potomkům uděleny titul a jméno knížat Romanovských.
Jako s dětmi ruské velkokněžny bylo s Marií ("Marusja") a jejími sourozenci (Mikulášem, Evženem, Evženií, Sergejem a Jiřím) vždy zacházeno jako s velkoknížaty s titulem Imperátorská Výsost. Otec v roce 1852 zemřel a matka se dva roky na to morganaticky provdala za hraběte Grigorije Alexandroviče Stroganova. Sňatek byl uzavřen v tajnosti ještě za vlády Mikuláše I., avšak bez jeho vědomí. Mariin strýc Alexandr II. existenci tohoto svazku uznal, avšak pod podmínkou, že zůstane nadále v tajnosti; pokud chtěla velkokněžna Marie Nikolajevna žít se svým manželem, musela opustit Rusko. Alexandr nicméně se svou mladší sestrou soucítil a věnoval zvláštní pozornost dětem z jejího prvního manželství, které náhle v Petrohradě zůstaly nejen jako sirotci bez otce, ale i bez matky.
Marii se dostalo vynikajícího domácího vzdělání a výchovy pod vedením Varvary Pavlovny Barykovové († 1861). Podle současníků zdědila mnoho po své matce, byla stejně půvabná, ale přívětivější a otevřenější.

### Pokus o atentát 1866
4. dubna 1866 doprovázela Marie s bratrem Mikulášem strýce, cara Alexandra II. na procházce v petrohradském Letním sadu v okamžiku, když byl na něj spáchán pokus o atentát. Alexandr se zastavil, aby si oblékl kabát, než vstoupí do kočáru, když na něj atentátník Dmitrij Karakozov namířil pistoli a vystřelil; jen rychlá akce poblíž stojícího rolníka Osipa Komissarova, který zadržel útočníkovu ruku ve vzduchu, zachránila carovi život.

## Manželství

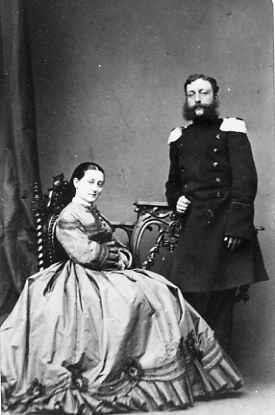
Marie Maximilianovna se svým manželem

Marie měla různé nabídky k sňatku. Koncem roku 1858 ji velmi obletoval přítel cara Alexandra Petr Andrejevič Šuvalov a nebyl by proti tomu oženit se s ní, to se však nepodařilo. Velkokněžna Marie si velmi zakládala na svém vysokém postavení a rozhodla se, že se provdá pouze za prince patřičného původu, neboť jí nikterak nelákal příklad matky, jež se provdala sice z lásky, ale pod svou úroveň.
11. února 1863 v kapli Zimního paláce se Marie provdala za prince Viléma Bádenského (1829–1897), třetího syna bádenského velkovévody Leopolda I. a jeho manželky Sofie Švédské.
Prezident Spojených států amerických Abraham Lincoln napsal dopis Vilémovu bratru Fridrichovi I., bádenskému velkovévodovi: "Podílím se na spokojenosti této šťastné události a modlím se, aby k této příležitosti Vaše královská Výsost přijala mé upřímné blahopřání společně s ujištěním mé nejhlubší úcty".
Marie měla s Vilémem dvě děti:
- 1. Marie Bádenská (26. 7. 1865 Baden-Baden – 29. 11. 1939 tamtéž)
  - ⚭ 1889 Fridrich II. Anhaltský (19. 8.1856 – 21. 4. 1918), vévoda anhlatský od roku 1904 až do své smrti
- 2. Maxmilián Bádenský (10. 7. 1867 Baden-Baden – 6. 11. 1929 Kostnice), generál jezdectva, poslední říšský kancléř Německého císařství v období 3. října 1918 – 9. listopadu 1918
  - ⚭ 1900 Marie Luisa Hannoverská (11. 10. 1879 Gmunden – 31. 1. 1948 Salem)

## Pozdější život
Po svatbě trávila Marie většinu času v Německu v Karlsruhe, v létě v Baden-Badenu; Rusko navštívila jen vzácně. Marie začala s povinnostmi novomanželky už brzy po svatbě, například zastupovala manželovu příbuznou, bádenskou velkovévodkyni Luisu při křtu dcery prince z Leiningenu. Během Prusko-francouzské války sloužil Vilém v pruské armádě pod vedením Viléma I. 29. července Marie a její manžel pobývali s korunním princem Fridrichem a podle princových pamětí "nás na okamžik rozptýlili od úzkostí současnosti".
Princ Vilém zemřel 27. dubna 1897. Po jeho smrti Marie založila novou organizaci pod názvem Německé sdružení pro boj proti nemorálnosti, jejímž cílem bylo zamezit nemravnému chování a neřesti vyšších vrstev společnosti. Marie s pomocí hesenské velkovévodkyně a württemberské královny vyčlenila fond určený k výrobě brožury s výzvou všem královským osobnostem, aby byly příkladem morálky; rozeslala rovněž dopisy všem svým příbuzným a přátelům, v nichž je prosila, aby se zdrželi amorálního konání po dobu jednoho roku.
Princezna Marie zůstala vdovou až do své vlastní smrti 16. února 1914 v Karlsruhe. Stejně jako dvůr v Petrohradu pohroužila Mariina smrt do smutku i dvůr berlínský, což narušilo plánované slavnosti. Pochována byla v kryptě pravoslavného Preobraženského chrámu v Baden-Badenu.

## Tituly a oslovení
- 16. října 1841 – 11. února 1863: Její Imperátorská Výsost princezna Marie Maximilianovna z Leuchtenbergu, princezna Romanovská
- 11. února 1863 – 16. února 1914: Její Imperátorská Výsost princezna Marie Bádenská

## Vývod z předků
|                                     |                                              |  |                 |                                                            |  |  |  |  |  |  |  | François V. de Beauharnais |
|                                     |                                              |  |                 |                                                            |  |  |  |  |  |  |  |                            |
|                                     | Alexandre de Beauharnais                     |  |                 |                                                            |  |  |  |  |  |  |  |                            |
|                                     |                                              |  |                 |                                                            |  |  |  |  |  |  |  |                            |
|                                     |                                              |  |                 | Marie Anne Henriette Françoise de Pyvart de Chastullé      |  |  |  |  |  |  |  |                            |
|                                     |                                              |  |                 |                                                            |  |  |  |  |  |  |  |                            |
|                                     | Evžen de Beauharnais                         |  |                 |                                                            |  |  |  |  |  |  |  |                            |
|                                     |                                              |  |                 |                                                            |  |  |  |  |  |  |  |                            |
|                                     |                                              |  |                 | Joseph-Gaspard Tascher de la Pagerie                       |  |  |  |  |  |  |  |                            |
|                                     |                                              |  |                 |                                                            |  |  |  |  |  |  |  |                            |
|                                     | Joséphine de Beauharnais                     |  |                 |                                                            |  |  |  |  |  |  |  |                            |
|                                     |                                              |  |                 |                                                            |  |  |  |  |  |  |  |                            |
|                                     |                                              |  |                 | Rose-Claire des Vergers de Sannois                         |  |  |  |  |  |  |  |                            |
|                                     |                                              |  |                 |                                                            |  |  |  |  |  |  |  |                            |
|                                     | Maximilian de Beauharnais                    |  |                 |                                                            |  |  |  |  |  |  |  |                            |
|                                     |                                              |  |                 |                                                            |  |  |  |  |  |  |  |                            |
|                                     |                                              |  |                 | Fridrich Michal Falcko-Zweibrückenský                      |  |  |  |  |  |  |  |                            |
|                                     |                                              |  |                 |                                                            |  |  |  |  |  |  |  |                            |
|                                     | Maxmilián I. Josef Bavorský                  |  |                 |                                                            |  |  |  |  |  |  |  |                            |
|                                     |                                              |  |                 |                                                            |  |  |  |  |  |  |  |                            |
|                                     |                                              |  |                 | Marie Františka Falcko-Sulzbašská                          |  |  |  |  |  |  |  |                            |
|                                     |                                              |  |                 |                                                            |  |  |  |  |  |  |  |                            |
|                                     | Augusta Bavorská                             |  |                 |                                                            |  |  |  |  |  |  |  |                            |
|                                     |                                              |  |                 |                                                            |  |  |  |  |  |  |  |                            |
|                                     |                                              |  |                 | Jiří Vilém Hesensko-Darmstadtský                           |  |  |  |  |  |  |  |                            |
|                                     |                                              |  |                 |                                                            |  |  |  |  |  |  |  |                            |
|                                     | Augusta Vilemína Marie Hesensko-Darmstadtská |  |                 |                                                            |  |  |  |  |  |  |  |                            |
|                                     |                                              |  |                 |                                                            |  |  |  |  |  |  |  |                            |
|                                     |                                              |  |                 | Marie Luisa Albertina Leiningensko-Falkenbursko-Dagsburská |  |  |  |  |  |  |  |                            |
|                                     |                                              |  |                 |                                                            |  |  |  |  |  |  |  |                            |
| Marie Maxmilianovna z Leuchtenbergu |                                              |  |                 |                                                            |  |  |  |  |  |  |  |                            |
|                                     |                                              |  |                 |                                                            |  |  |  |  |  |  |  |                            |
|                                     |                                              |  | Petr III. Ruský |                                                            |  |  |  |  |  |  |  |                            |
|                                     |                                              |  |                 |                                                            |  |  |  |  |  |  |  |                            |
|                                     | Pavel I. Ruský                               |  |                 |                                                            |  |  |  |  |  |  |  |                            |
|                                     |                                              |  |                 |                                                            |  |  |  |  |  |  |  |                            |
|                                     |                                              |  |                 | Kateřina II. Veliká                                        |  |  |  |  |  |  |  |                            |
|                                     |                                              |  |                 |                                                            |  |  |  |  |  |  |  |                            |
|                                     | Mikuláš I. Pavlovič                          |  |                 |                                                            |  |  |  |  |  |  |  |                            |
|                                     |                                              |  |                 |                                                            |  |  |  |  |  |  |  |                            |
|                                     |                                              |  |                 | Fridrich II. Evžen Württemberský                           |  |  |  |  |  |  |  |                            |
|                                     |                                              |  |                 |                                                            |  |  |  |  |  |  |  |                            |
|                                     | Žofie Dorota Württemberská                   |  |                 |                                                            |  |  |  |  |  |  |  |                            |
|                                     |                                              |  |                 |                                                            |  |  |  |  |  |  |  |                            |
|                                     |                                              |  |                 | Bedřiška Braniborsko-Schwedtská                            |  |  |  |  |  |  |  |                            |
|                                     |                                              |  |                 |                                                            |  |  |  |  |  |  |  |                            |
|                                     | Marie Nikolajevna Ruská                      |  |                 |                                                            |  |  |  |  |  |  |  |                            |
|                                     |                                              |  |                 |                                                            |  |  |  |  |  |  |  |                            |
|                                     |                                              |  |                 | Fridrich Vilém II.                                         |  |  |  |  |  |  |  |                            |
|                                     |                                              |  |                 |                                                            |  |  |  |  |  |  |  |                            |
|                                     | Fridrich Vilém III.                          |  |                 |                                                            |  |  |  |  |  |  |  |                            |
|                                     |                                              |  |                 |                                                            |  |  |  |  |  |  |  |                            |
|                                     |                                              |  |                 | Frederika Luisa Hesensko-Darmstadtská                      |  |  |  |  |  |  |  |                            |
|                                     |                                              |  |                 |                                                            |  |  |  |  |  |  |  |                            |
|                                     | Šarlota Pruská                               |  |                 |                                                            |  |  |  |  |  |  |  |                            |
|                                     |                                              |  |                 |                                                            |  |  |  |  |  |  |  |                            |
|                                     |                                              |  |                 | Karel II. Meklenbursko-Střelický                           |  |  |  |  |  |  |  |                            |
|                                     |                                              |  |                 |                                                            |  |  |  |  |  |  |  |                            |
|                                     | Luisa Meklenbursko-Střelická                 |  |                 |                                                            |  |  |  |  |  |  |  |                            |
|                                     |                                              |  |                 |                                                            |  |  |  |  |  |  |  |                            |
|                                     |                                              |  |                 | Frederika Hesensko-Darmstadtská                            |  |  |  |  |  |  |  |                            |
|                                     |                                              |  |                 |                                                            |  |  |  |  |  |  |  |                            |